# Rio Dourado (vattendrag i Brasilien, São Paulo)
Rio Dourado är ett vattendrag i Brasilien.   Det ligger i delstaten São Paulo, i den södra delen av landet, 600 km söder om huvudstaden Brasília.
Omgivningen kring Rio Dourado är en mosaik av jordbruksmark och naturlig växtlighet. Området är ganska glesbefolkat, med 24 invånare per kvadratkilometer.